# Нож для пиццы

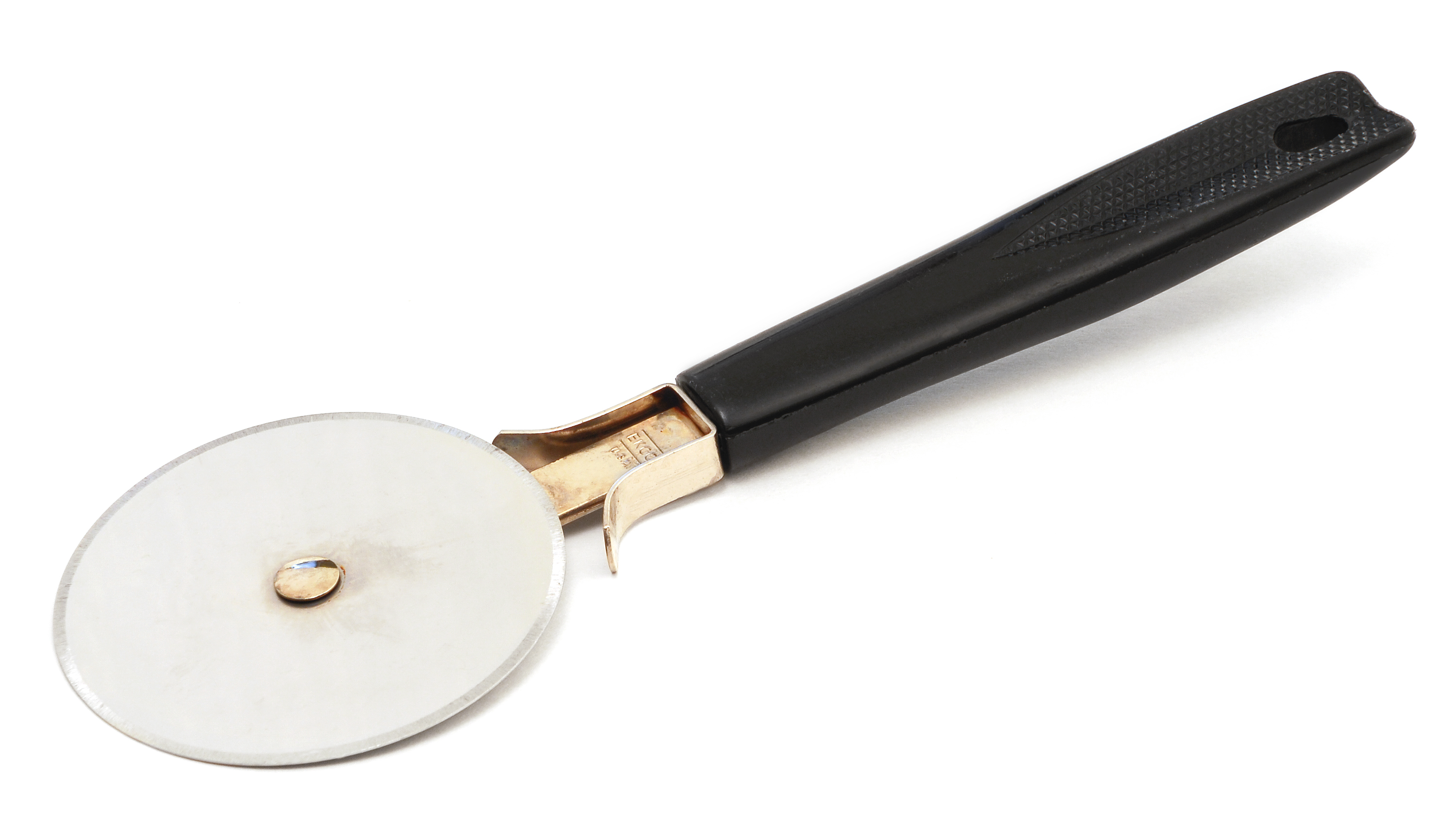
Нож для пиццы

Нож для резки пиццы (англ. pizza cutter или англ. roller blade) — инструмент, использующийся для разрезания пиццы.

## История
Первый нож для резки пиццы, в его нынешнем виде, был изобретен и запатентован Дэвидом С. Морганом 20 сентября 1892 года. Тем не менее, он был предназначен не для разрезания пиццы, а для резки обоев.
Самый большой нож для резки пиццы находится в городе Кейси, Иллинойс.

## Разновидности
Существует два основных типа ножа для разрезания пиццы.
Самый распространенный тип использует вращающийся диск, который движется пока человек перемещает нож в необходимом направлении. Многие люди используют этот нож также и для других целей, в том числе для ремесленных работ.
Другой тип представляет собой большой изогнутый нож, называемый меццалуна (по-итальянски «полумесяц»), который при разрезания пиццы раскачивается человеком взад и вперед. Оба типа производятся в различных размерах. Некоторые типы мецаллуны (в частности, ножи с двойными лезвиями) часто используются для измельчения трав и резки овощей.